# Mélanie de Salignac
Mélanie de Salignac (ou Sallignac), née le 19 janvier 1741 à Marennes, et morte à Paris en 1763, était une jeune aveugle française.
Denis Diderot lui consacre un long passage émouvant dans sa « Nouvelle addition à la Lettre sur les aveugles », insérée dans la Correspondance littéraire, philosophique et critique, de mai 1782, que Friedrich Melchior Grimm et lui-même faisaient circuler en manuscrit.
Diderot affirme avoir eu avec elle « un commerce d’intimité qui a commencé avec elle et avec sa famille en 1760 et qui a duré jusqu’en 1763 l’année de sa mort. » En effet, l'amie de Denis Diderot, Sophie Volland, était la tante de Mélanie.
Déjà, dans la Suite de la clef de novembre 1759, une « Lettre de M. de la Sauvagere, Chevalier de l’Ordre Royal & Militaire de Saint Louis, Ingénieur en Chef des Ville & Citadelle d’Oleron, de l’Académie des Belles Lettres de la Rochelle », évoquait les talents extraordinaires de Mademoiselle de Salignac. 

## Biographie
Mélanie était la fille du financier Pierre Vallet de Salignac (mort entre 1770 et 1772), qui avait épousé en 1737 Marie Jeanne Elisabeth Volland (1715-ap. 1786), sœur aînée de Sophie Volland. Elle était la sœur de Nicolas-Thérèse Vallet de Salignac. Leur père, Pierre Vallet de Salignac, a fait fortune dans le sel à Marennes. 
Mélanie est devenue aveugle à l'âge de deux ans. Sa mère lui a appris à lire à l'aide de cartes en papier découpées en lettres, elle a appris à lire la musique de la même manière. Elle avait également une bonne connaissance de la géométrie, de l'algèbre et de l'astronomie. « Elle écrivait avec une épingle, dont elle piquait sa feuille de papier tendue sur un cadre traversé de deux lames parallèles et mobiles ».
Mélanie est morte en 1763, selon Diderot, bien informé, à l'âge de seulement 22 ans : « Elle est morte, dit Diderot, d’une tumeur aux parties naturelles intérieures qu’elle n’eut jamais le courage de déclarer. »

## Source
- Denis Diderot, Lettre sur les aveugles à l'usage de ceux qui voient 1749
- Denis Diderot, Addition à la lettre sur les aveugles, 1782.